# Île Jésus
Die Île Jésus ist eine Insel im Südwesten der kanadischen Provinz Québec. Sie wird vom Rivière des Prairies und vom Rivière des Mille Îles, zwei Mündungsarmen des Ottawa, umflossen. Sie liegt nördlich der Île de Montréal und wenige Kilometer westlich des Sankt-Lorenz-Stroms. Mit einer Fläche von 242 km² ist sie die zweitgrößte Insel im Hochelaga-Archipel. Die Großstadt Laval bedeckt die gesamte Île Jésus, wobei die urbanen Gebiete im Zentrum der Insel sowie am Süd- und Westufer liegen, während der nördliche und östliche Teil ländlich geprägt ist.
Der Inselname ist von den Jesuiten (frz. Compagnie de Jésus) abgeleitet und wurde erstmals 1636 in einem Protokoll der Compagnie de la Nouvelle France erwähnt.